# Gagik R. Petrosjan

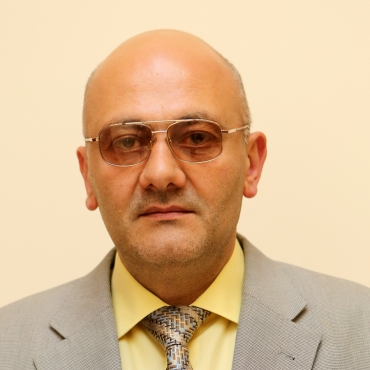
Gagik R. Petrosjan (2019)

Gagik Petrosjan (* 10. März 1973 in der Stadt Stepanakert) ist ein Politiker und Parlamentsabgeordneter der Republik Arzach.

## Leben und Karriere
Gagik Petrosjan besuchte nach Abschluss seiner Schulausbildung die Staatliche Universität von Berg-Karabach in Stepanakert und erhielt dort 1994 seinen Abschluss als Lehrer für Geschichte und Englisch. Von 1992 bis 1999 diente er in der Armee der Republik Bergkarabach und nahm an Kampfhandlungen im militärischen Konflikt mit Aserbaidschan teil. Dabei war er zeitweise stellvertretender Stabschef, Leiter des Vereins für Leibesübungen und Abteilungsführer. Nach seiner Entlassung aus dem Militär begründete er die GAG “Razmik+”
Im Jahre 2000 wurde er bei den Wahlen zur dritten Nationalversammlung als Abgeordneter des Nationalrates der Republik Bergkarabach gewählt. Bis 2005 war er als stellvertretender Vorsitzender des Ausschusses für auswärtige Beziehungen tätig. Auch nach der Wahl zur vierten Nationalversammlung am 19. Juni 2005 gehörte er dem nationalen Parlament an und wurde zum stellvertretenden Vorsitzenden des Ausschusses für auswärtige Beziehungen gewählt. Am 6. Oktober 2006 wurde er zum Vorsitzenden des Ausschusses für Produktion und Produktionsinfrastruktur gewählt.
2010 trat er als Kandidat der Partei Freie Heimat (armenisch հայրենիք Azat Hajreniq) zur Wahl an und wurde am 23. Mai 2010 erneut in die Nationalversammlung gewählt. Seit dem 10. Juni 2010 ist er Vorsitzender des ständigen Ausschusses für Staats- und Rechtsfragen. Außerdem ist er Vorstandsmitglied der Partei „Freie Heimat“ und zugleich deren Fraktionsvorsitzender. Als Politiker nahm er an internationalen politischen Konferenzen, Diskussionen und Seminaren teil. Außerdem veröffentlichte er Artikel und Publikationen zu internationalen Sicherheitsfragen.
Gagik Petrosjan ist verheiratet und hat zwei Kinder.